# Braniff International Airways

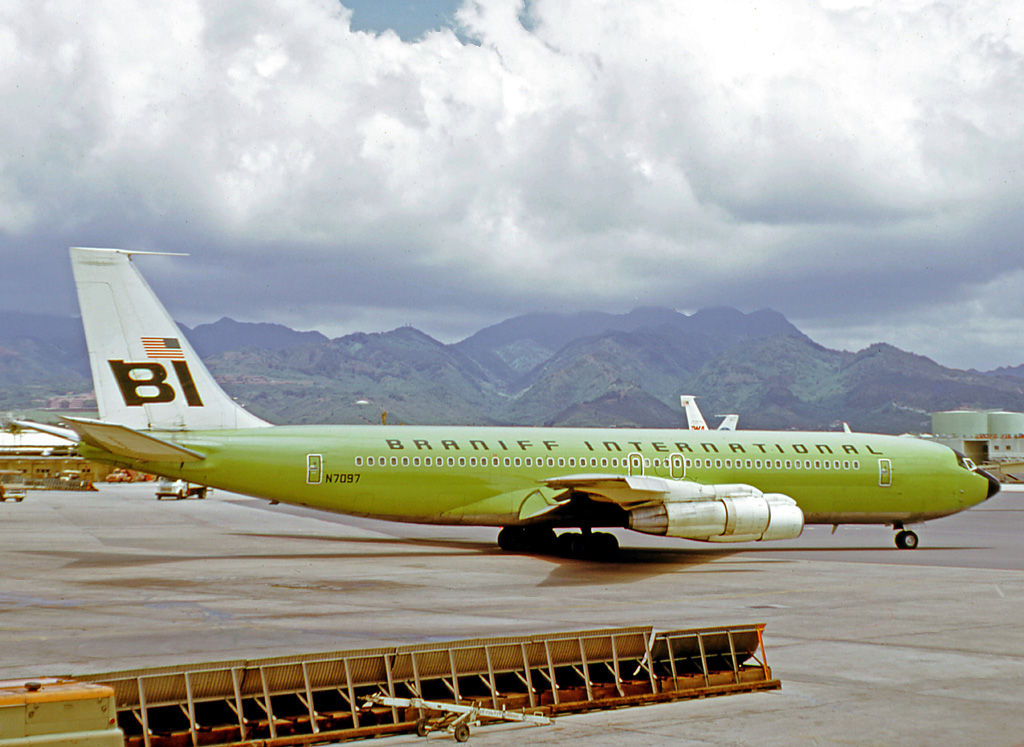
Boeing 707 de Braniff Airways a Honolulu (1971)

Braniff Airways, Inc., operant com Braniff International Airways, des de 1948 fins 1965, i després com Braniff International des de 1965 fins 1983, va ser una aerolínia nord-americana que va operar des de 1928 fins a 1982. Les seves rutes van ser principalment al mig oest i sud-oest dels Estats Units, Mèxic, Amèrica Central i Amèrica del Sud. A finals de la dècada de 1970, es va expandir a Àsia i Europa. L'aerolínia va deixar de funcionar el maig de 1982, perquè els alts preus dels combustibles i la Llei de desregulació aèria de desembre de 1978 la van fer no competitiva. Dues aerolínies posteriors van utilitzar el nom de Braniff: els Hyatt Hotels van recolzar Braniff, Inc. el 1984-89 i Braniff International Airlines, Inc. el 1991-92. A principis de 2015, una sèrie de noves empreses Braniff es van incorporar a l'Estat d'Oklahoma, amb finalitats històriques i per a l'administració de les marques registrades de Braniff, drets d'autor i altres propietats intel·lectuals. Aquestes empreses inclouen Braniff Air Lines, Inc., Paul R. Braniff, Inc., Braniff Airways, Inc., Braniff International Hotels, Inc., i Braniff International Corporation.

## Història

### Paul R. Braniff, Inc.
El 26 d'abril de 1926, Paul Revere Braniff va registrar Braniff Air Lines, Inc. però no va ser utilitzat per operar cap aerolínia i finalment es va dissoldre. El 29 de maig de 1928, el magnat d'assegurances Thomas Elmer Braniff va finançar i fundar una companyia d'aviació amb el seu germà Paul, i la van batejar Paul R. Braniff, Inc.. El 20 de juny de 1928, el servei va començar des d'Oklahoma City fins a Tulsa utilitzant un avió de 5 passatgers Stinson Detroiter registrat com NC1929 el 20 de juny de 1928. Paul Braniff va actuar com a pilot del primer vol amb un passatger a bord. El vol va funcionar normalment a Tulsa, però es va retardar per al viatge de tornada per tempestes a la zona de Tulsa.
Els germans Braniff van romandre com a part de la companyia quan la propietat es va transferir a Universal Aviation Corporation l'abril de 1929. Amb la compra de la companyia per Universal, l'entitat va començar a operar com Braniff Air Lines, Inc. Universal era un conglomerat de línies aèries més petites i empreses ferroviàries que planificaven donar un servei de costa a costa dels Estats Units. A principis de 1930, l'empresa va ser comprada per l'Aviation Corporation (AVCO) que, juntament amb altres empreses, van constituir American Airlines.